# Aysha heraldica
Aysha heraldica är en spindelart som först beskrevs av Cândido Firmino de Mello-Leitão 1929.  
Aysha heraldica ingår i släktet Aysha och familjen spökspindlar. Inga underarter finns listade.